# Румба

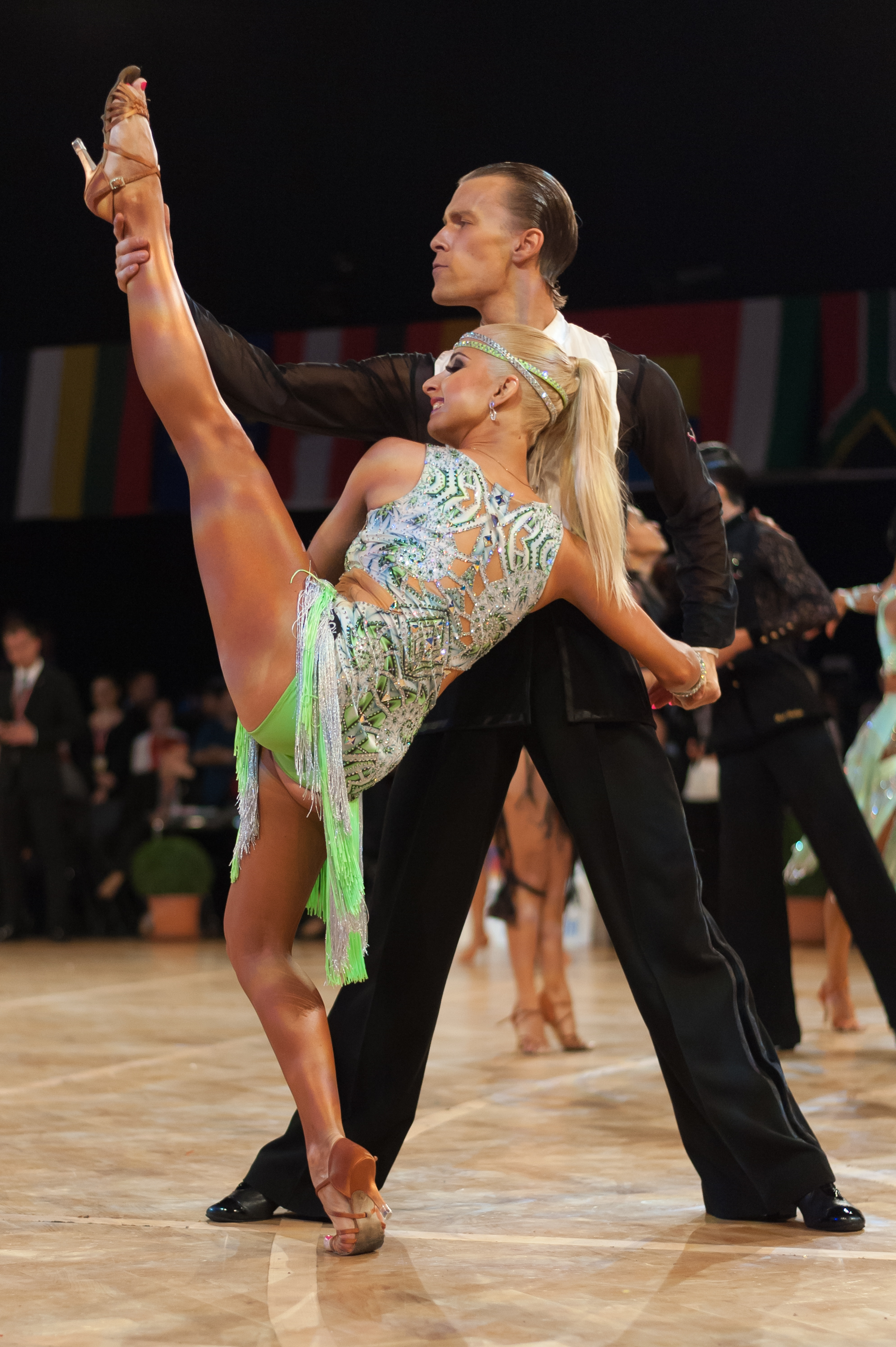
Румба

Румба (ісп. rumba) — парний кубинський танець африканського походження, який входить до  латиноамериканської програми сучасних спортивних бальних танців. Танець виконується під музику з розміром 4/4, повільно, у темпі 25-27 тактів на хвилину на   рахунок: «швидко», «швидко», «повільно» з акцентом на повільній долі такту.

## Історія
Одна із версій походження слова «румба» пов’язана з терміном «rumbobso orquesta», яким у 1807 році називали музикантів, які виконували романтичні мелодії, хоча в Іспанії слово «rumbo» означає шлях, напрям або гуляння, а «rumba» — звалювання в кучу. Також «rhum» — це сорт лікеру, популярний в Карибському басейні. Будь-яке з цих слів могло використовуватись на позначення румби. 
Є й ніші версії походження танцю. Одні вважають, що румба виникла на Кубі разом з завезенням африканських рабів у XVI столітті. Нерухомість плечей і скорочення боків в танці — рухи раба, який несе важкий тягар. Деякі вважають, що румба була весільним танцем. Її рухи, що сприймались як еротичні, означали прості дії в господарстві – запрягання коней чи збирання мотузки. Танок нагадував ходу півня і був близький до чилійського національного танцю Квека. Сільська форма румби на Кубі — це наслідування шлюбних танців домашніх тварин, що було скоріше виставою, аніж танцем. Популярна мелодія румби "La Paloma" була відома на Кубі ще у 1866 році.
Варіант румби, схожий на сучасний, з’явився у США в 30-х роках XX століття як поєднання сільської румби з Guaracha, Cuban Bolero, до яких потім додались елементи Son і Danzon. 
В Європі румба з’явилась завдяки парі П'єр Зюршер-Марголь — Доріс Лавелл, провідним англійським викладачам латиноамериканських танців. У 1947 році, відвідавши Гавану, мсьє П'єр виявив, що на Кубі румба виконується з акцентом на рахунок «два», а не на «раз», як в американській румбі. Цю техніку «кубинської румби» він став впроваджувати в Англії, яка згодом була офіційно визнана і стандартизована у 1955 році.

## Характер
Першочергово румба — це сексуальна пантоміма, що зображує стосунки чоловіка та жінки. Поширений міф — це сприймання її змісту як любовну гру закоханих і виявлення її у танці. Але це зображення скоріше трагічного невзаємного кохання, що відображається у стриманих і напружених рухах. Танець увібрав у себе характерні риси закоханого латиноамериканського чоловіка — силу, впевненість, чуттєвість, бажання сподобатись жінці й деяку агресивність. Жінка дражнить партнера, спокушує, манить його за собою, щоб потім знехтувати його почуттями й піти до іншого. Але понад усе румба є танцем пристрасті, кохання і романтичності.

## Мелодії та фільми
Найвідомішою у всьому світі мелодією румби вважається «Guantanamera» Хосеїто Фернандеса, що швидко стала класикою румби.
Найпопулярніші фільми: «Rumba», «Брудні танці», «Strictly Ballroom», «Dance with me» «Let it be me».